# Viola germainii
Viola germainii är en violväxtart som beskrevs av Benkt U. Sparre. Viola germainii ingår i släktet violer, och familjen violväxter. Inga underarter finns listade i Catalogue of Life.